# Ghost Rider (Danny Ketch)
Ghost Rider (Daniel "Danny" Ketch) es un superhéroe ficticio que aparece en cómics estadounidenses publicados por Marvel Comics. Él es el tercer personaje de Marvel en ponerse la identidad de Ghost Rider, después de Johnny Blaze (el primer Ghost Rider sobrenatural) y el héroe del oeste conocido como Jinete Fantasma, que usó el nombre en 1967.
Una versión más joven del personaje aparece en la película de 2012 Ghost Rider: Espíritu de Venganza, interpretado por Fergus Riordan.

## Historial de publicación
El tercer Ghost Rider debutó en Ghost Rider vol. 3 # 1 (mayo de 1990). La serie terminó con un cliffhanger en vol. 3 # 93 (febrero de 1998). Marvel finalmente publicó la tan esperada edición final nueve años después como Ghost Rider Finale (enero de 2007), que reimprime vol. 3 # 93 y el # 94 previamente inédito. Ketch aparece en la actual serie Ghost Rider junto a Johnny Blaze. En apoyo a la serie, Ketch recibió su propia miniserie titulada Ghost Rider: Danny Ketch, escrita por Simon Spurrier.

## Historia ficticia
Daniel Ketch nació en Brooklyn, Nueva York. Una noche, Daniel y su hermana Bárbara fueron atacados por gánsteres; con su hermana gravemente herida por Deathwatch, Daniel huyó y se escondió en un depósito de chatarra, donde encontró una motocicleta con un sello místico. Al tocar el sigilo, se transformó en el Ghost Rider. Este Ghost Rider era casi idéntico al anterior, aunque su traje y su bicicleta se habían sometido a una sastrería modernizada. Derrotó a los mafiosos, pero no pudo salvar a Barbara, que había caído en coma como resultado de su lesión. Finalmente fue asesinada por Blackout, a quien Ketch había adquirido como un enemigo mortal. 
Ketch más tarde descubrió el origen de Zarathos del señor de los sueños místicos, Pesadilla, quien creía que la entidad a la que Ketch estaba atado era Zarathos renacido y liberado del Cristal del Alma. Ghost Rider lo negó, aunque otros, incluido Mephisto, creían lo contrario.

### Alianzas y Muertes
Cuando Ghost Rider se convirtió en parte del equipo de Hijos de la Medianoche, murió dos veces. La primera persona que mató a Ghost Rider fue el cazador de vampiros, Blade, que en ese momento estaba poseído por el libro místico Darkhold. Pronto fue resucitado por los Redentores de Darkhold, junto con todos los demás asesinados por Blade. La segunda vez que mataron a Daniel Ketch fue por Zarathos, pero, como antes, resucitó. 
Ketch y Johnny Blaze más tarde se enteraron de que eran hermanos perdidos hace mucho tiempo y que su familia era heredera de una maldición mística relacionada con los Espíritus de la Venganza. Danny Ketch parecía morir de la mano de Blackout, pero el Espíritu de venganza al que había estado atado a través del talismán de la bicicleta seguía vivo. Durante este tiempo, la única existencia de Ketch permaneció dentro de un vacío y solo pudo comunicarse con Ghost Rider a través del mundo de los espíritus.

### Reencarnación
En Peter Parker: Spider-Man # 93, Ghost Rider es visto siendo convocado en las calles de Nueva York, sus poderes fuera de control debido a la falta de un huésped. Confundido por la causa de un incendio en un edificio cercano, Spider-Man se enfrenta a él. Ghost Rider luego destruye la tierra, revelando la verdadera fuente del incendio: un grupo de hombres armados abajo que planean incinerar la ciudad usando un artefacto explosivo, para purgarlo de su comunidad sobrehumana. Deteniendo a los fanáticos pero incapaz de desarmar el dispositivo, Spider-Man solicita que Ghost Rider lleve el dispositivo a algún lugar antes de que explote. Debilitado y confundido, dice que no puede.
Danny Ketch luego llega, desconcertado por la presencia de Ghost Rider, diciéndole que él es Noble Kale y debería estar en el reino de Mephisto. Ghost Rider responde "¡Yo no soy él!" y Spider-Man interrumpe y dice que el temporizador del dispositivo está a punto de agotarse. Al carecer de otra opción, Ghost Rider le pide a Dan que vuelva a fusionarse con él, dándole la fortaleza que necesita para contener la explosión. A regañadientes, Dan acepta y los dos se unen para convertirse en Ghost Rider una vez más.
El recientemente reformado Ghost Rider toma el dispositivo, pidiéndole a Spider-Man que lo cubra con una red para contener y absorber la explosión. Lo hace, momentos antes de que explote. Después, se ve a Ghost Rider alejando su motocicleta de la escena, habiendo sobrevivido a la explosión.
Esta versión híbrida de Ketch / Kale de Ghost Rider eventualmente se convirtió en el Rey del Infierno en un acuerdo de intermediación con el entonces gobernante Blackheart; a cambio de que Ghost Rider llegara al Infierno y se casara con dos novias demoníacas elegidas a mano, Pao Fu y Black Rose, Blackheart liberaría la línea de Ketch de la maldición. Kale aceptó. En la noche posterior a la boda dual, Black Rose traicionó a Kale y trató de matarlo. Cuando ella falló, Blackheart reveló que todo el acuerdo había sido un plan para matar a Kale y destruir su alma. Black Rose fue revelada como Roxanne Simpson, la esposa supuestamente muerta de Johnny Blaze. En respuesta, Kale mató a Blackheart, se convirtió en el Rey del Infierno, y descubrió que en realidad era el ángel de la muerte.
Danny cayó en coma en el avión mortal y más tarde fue revivido por su madre muerta (Naomi Kale-Blaze) y su hermano (Johnny Blaze) y pasó a vivir una vida aparentemente normal. Sin embargo, esto no fue para durar; su novia de mucho tiempo, Stacy, descubrió que estaba embarazada del hijo de Danny y se escapó.

### Adicción
En la miniserie Ghost Rider: Danny Ketch, Danny está atormentado porque su vida se ha derrumbado debido a la maldición de su familia, y por lo tanto tiene al Noble Kale / Ghost Rider exorcizado de su cuerpo por la tecnomante Mary LeBow. Ya no tener el poder del Ghost Rider hace que Danny caiga en una profunda depresión, convirtiéndose en un borracho que lucha contra los matones del bar por patadas. Él es abordado por Mister Eleven, un cuervo parlante que continúa encontrándose con Ketch una y otra vez, dándole "dosis" del poder de Ghost Rider y atrayéndolo con cantidades cada vez mayores. Once explica a Ketch la verdadera historia de los Espíritus de la Venganza y cómo algunas encarnaciones pasadas de Ghost Rider fueron incapaces de hacer frente a tal magnitud de poder, volverse locos y quemar su alma. También explica que Verminus Rex, del antiguo Espíritu de venganza de Blackheart, está buscando otros espíritus de venganza para alimentar su propia adicción creciente. Después de absorber el espíritu de otro Ghost Rider que conocía la ubicación de Rex, Danny descubre dónde se esconde y lo termina, absorbiendo los espíritus que Rex había tomado en el pasado. Tomar tal cantidad de poder empuja a Danny al límite, haciendo que se vuelva loco. Zadkiel interviene, ofreciendo quitar el dolor de Danny de la sobredosis reuniendo otros Espíritus de la Venganza y absorbiendo su esencia para "salvar el alma del anfitrión". Desesperado, Ketch acepta, convirtiéndose en un caballero en el servicio de Zadkiel.
Luego se ve a Danny en las sombras hablando por teléfono con la jefa enfermera buscando a Johnny Blaze, con el letrero de Zadkiel en la mano. Ketch se encuentra con Lucas, el joven que Blaze está tratando de salvar, y aparentemente convence al niño para suicidarse.

### El último lado de los espíritus de la venganza
Los siete jinetes muestran sus cabezas llameantes por primera vez en este arco argumental por el escritor Jason Aaron y el artista Tan Eng Huat. Daniel Ketch regresa con una nueva misión: recoger los poderes de todos los Ghost Riders para que el ángel Zadkiel evite la corrupción de los poderes con sus anfitriones humanos. Zadkiel tiene otros motivos que guarda para sí mismo, que necesita los poderes de los Jinetes para lograrlos. Él desea derrumbar los muros de la Nueva Jerusalén y hacer la guerra a los cielos. 
La historia comienza en el Tíbet con los soldados chinos acosando a los miembros de una aldea, interrogándolos sobre las armas que mataron a dos de sus patrullas de guarnición. Durante el interrogatorio, un campesino se monta en un burro. Se produce un intercambio de palabras, seguido de una orden de matar a los miembros del pueblo dada por el general. Sin embargo, el campesino mata a los hombres del general mientras le dan la espalda. Cuando el general da la vuelta, ve al Ghost Rider, que le lanza una Mirada de Penitencia. Después del ataque, el jinete vuelve a su santuario donde es visitado por Danny Ketch. Poco después, la hermana Sara y Johnny Blaze llegan al santuario para averiguar cómo regresar a Zadkiel. Después de entrar, encuentran que el campesino y el burro se queman.
Esa noche, los dos son atacados por Ketch. Cuando Blaze realiza la mirada de Penitencia sobre su hermano, ve exactamente lo que ha sucedido. Ketch ha asesinado a los anfitriones de numerosos Jinetes por sus poderes. Cuando Blaze muestra lástima, Ketch puede devolver la mirada a Blaze. Esto envía a Blaze a la locura temporal. Antes de que Ketch pueda tomar el poder de Zarathos, es detenido por la nueva cuidadora, la Hermana Sara. Ella rescata a Blaze y escapan a una casa segura. En la casa de seguridad, durante la autocompasión de Blaze y Sara tratando de consolarlo, son visitados por otros dos Ghost Riders, el Molek árabe y el chino Bai Gu Jing, a quienes siguen hasta Japón.
Cuando el equipo de Blaze llega a Japón, descubren que Ketch ya ha tomado el poder del jinete Yoshio Kannabe. Después de la conquista, Ketch tiene otra conversación con Zadkiel a través de un enlace de comunicaciones. Durante la conversación, Zadkiel masacra al escuadrón de los Asura, que guardan las puertas del cielo. Zadkiel le dice a Ketch que espere antes de atacar a los Jinetes hasta que los últimos estén juntos. Mientras tanto, en otro lugar del mundo, el expolicía Kowalski sigue a un contacto para obtener una escopeta Hellfire para vengarse de Blaze. Después de adquirir el objeto, lo conducen al medio del desierto para sentarse y esperar su oportunidad.
Después de dejar Japón, el equipo de Blaze viaja a la Ciudad de las Calaveras en el Congo, donde se realizará la última parada. Allí se encuentran con los Señores del Congo, los Ghost Riders Baron Skullfire y Marinette Bwachech, y sus Jinetes Fantasmas. Durante el día, Sara le cuenta a Molek sobre su nueva experiencia de convertirse en Cuidadora, y sus preguntas sobre la religión. Ella recibe información secreta que Molek conoce acerca de ambos.
Mientras los Ghost Riders y sus fuerzas se preparan para la batalla, Blaze tiene los ojos abiertos nuevamente por los niños que van a luchar. Rápidamente sale de su depresión y se une a los demás para la batalla final. Durante el transcurso de la batalla, el Barón Skullfire muere y el espíritu es transferido a uno de los Jinetes Fantasma, después de lo cual Ketch crea duplicados de fuego del infierno para tomar los poderes. A continuación, Blaze y Ketch hacen una apuesta en una carrera entre los hermanos de todo el mundo por los destinos de los poderes. Durante la carrera, Blaze es herido de gravedad por la escopeta de Kowalski y Ketch le quita el Jinete mientras sus duplicados dominan a los demás.
Momentos después Ketch se eleva hacia el cielo y Zadkiel puede tomar el cielo. El sonido de las puertas cayendo es suficiente para ser sentido por los sentidos de Spider-Man, y lo suficientemente alto como para ser escuchado por personas y en todas partes, incluyendo el Infierno y Asgard. Cuando un Blaze herido vuelve a la Ciudad de las Calaveras, Ketch cae del cielo y revela que la batalla por el Cielo ya se ha decidido. A medida que caen más energías de los cielos, uno golpea a Kowalski y lo transforma en un nuevo Jinete que se parece mucho a la Venganza.

### Pruebas y tribulaciones
Después de la batalla con Zadkiel y su Black Host, Ketch se separa de Blaze y Sara, se dirige al camino abierto en su motocicleta y piensa en su época como el títere de Zadkiel. Ahora simplemente espera que el fin del mundo llegue pronto. Encuentra una gasolinera explotada, destruida por el Hombre de las Carreras poseído por demonios. Él intenta pasar por allí, pero su bicicleta se niega a ceder, y Ketch se convierte por la fuerza en el Ghost Rider.
Danny encuentra al Hombre de la Carretera más arriba en la carretera, que acaba de terminar de matar un autobús lleno de observadores de ovnis y de hippies para alimentar a los demonios en su camión. Ghost Rider se enfrenta con el Hombre de las Cavernas, eventualmente arrancándole la cabeza en una persecución a alta velocidad. Su cabeza cortada intenta arrastrarse lejos, brotando piernas del arácnido y maldiciendo al Ghost Rider. Ketch lo levanta y lo incendia con una bocanada de fuego infernal. Se transforma de nuevo en Danny Ketch y se marcha, reflexionando sobre lo cerca que estuvo de deshacerse de su vida como el Ghost Rider.

### Eventos currentes
En una historia de 2014, Otto Octavius consulta brevemente a Ketch sobre su antiguo enemigo Blackout, que acababa de secuestrar a May Parker. Después de informar a Spider-Man de las habilidades y debilidades de Spider-Man de Blackout, Danny le cuenta lo malvado y cruel que es el medio demonio, haciendo referencia a la muerte de Bárbara en sus manos. Aconseja a Spider-Man matar a Blackout si tiene la oportunidad.
Durante Absolute Carnage, Johnny, ahora el nuevo Rey del Infierno, convenció a Daniel para que ayudara a otra compañera de Spirit of Vengeance, Alejandra Jones. En su forma de Ghost Rider, llegó a la aldea de Alejandra donde la encontró luchando contra Dark Carnage. Intentó ayudarla, pero Carnage finalmente la mató, después de desgarrarle y devorarle la columna. Ketch intentó vengarse, pero Carnage obtuvo el poder del Espíritu de Venganza de Jones y luchó contra Ketch. Afortunadamente, Alejandra, que poseía el cuerpo de una chica del pueblo, Imara, y los demás aldeanos, ayudaron a Ketch en la lucha, mientras que el culto de Carnage consiguió a su líder. Posteriormente, Ketch se disculpó con Alejandra, pero ella le agradeció por proteger su aldea antes de regresar al infierno. Ketch les prometió a la aldea que vendría a protegerlos cuando lo necesitaran antes de partir.

## Poderes y habilidades
El Ghost Rider está facultado como resultado de las propiedades mágicas de un emblema misterioso pegado a una motocicleta grande y poderosa poseída por Daniel Ketch. Esto le da la capacidad de transformarse en un ser místico que aparece como un esqueleto llameante disfrazado de motociclista, y le proporciona fuerza, velocidad, resistencia y durabilidad sobrehumanas. Como el Ghost Rider, Ketch puede usar su Penance Stare, la capacidad de causar que otros experimenten un nivel de dolor emocional equivalente al que han causado a otros como resultado de actividades ilegales, inmorales o injustas. Cuando está en combate cuerpo a cuerpo, él bloquea los ojos con su víctima y los hace sentir todo el dolor emocional que esa persona le haya infligido a alguien en su vida. Esto, sin embargo, tiene varias limitaciones. Si tiene muchas drogas como la cocaína, o si la persona es ciega, o si no puede hacer contacto visual debido a que la víctima tiene más de dos ojos, la Mirada de Penitencia de Ghost Rider no puede funcionar. Un intento de usar Penance Stare en el ser simbiótico, Venom, ocasionó que Ghost Rider quedara inconsciente. Tampoco puede funcionar en seres desalmados como Centurious. Puede controlar el grado en el que la Mirada castiga a sus objetivos, una vez que usa la mirada para liberar a Wolverine del control telepático haciéndolo revivir el dolor que causó a otros durante un solo día en la Primera Guerra Mundial.
Como el Ghost Rider, Ketch usa una longitud de cadena pesada de aproximadamente 3 pies (0.91 m) de largo que posee propiedades mágicas. Por ejemplo, cuando se lanza, puede separarse en enlaces individuales que se comportan como shuriken, reintegrandose luego y volviendo a la mano del Ghost Rider. La cadena puede crecer en longitud, es sobrenaturalmente fuerte y puede transformarse en otras armas como una lanza. También puede girarlo rápido para usarlo como taladro.
El tema común del Ghost Rider es un anfitrión humano que se transforma en un motociclista enardecido con poderes sobrenaturales. Cuando montan en sus bicicletas, los vehículos pueden viajar más rápido que las motocicletas convencionales y pueden maniobrar hazañas imposibles, como subir directamente a una superficie vertical o cruzar el agua. En un cómic de una sola toma con Doctor Strange y la versión de Daniel Ketch / Noble Kale de Ghost Rider, se demostró que era capaz de viajar solo con el aire. Esto se repitió poco después de que Kale comenzara a recuperar sus recuerdos, lo que le hizo modificar su traje por pura fuerza de voluntad y crear una bicicleta completamente nueva.
Cuando está facultado, la motocicleta de Ketch experimenta una transformación más radical. Cambia de una motocicleta de aspecto convencional a una que parece poderosa y de alta tecnología. Junto con las ruedas en llamas, la bicicleta incluye un ariete tipo escudo en la parte delantera. Ghost Rider también creó otras dos bicicletas que podría utilizar de la misma manera que la que normalmente usaba, una por necesidad cuando Blackheart robó el original en una novela gráfica cruzada que reunió a Ghost Rider, Wolverine y Punisher, y de nuevo en la serie regular como repuesto en caso de que algo lo hiciera incapaz de llegar a su ciclo regular. Este último terminaría en manos de Johnny Blaze.
Él ha mostrado algunos otros poderes brevemente, como la habilidad de invocar una pared de llamas. Al principio, Ketch solo podía transformarse "cuando se derramaba sangre inocente" y tenía que tocar el tapón de gasolina de su motocicleta. Más tarde se reveló que esto era solo una limitación psicológica que se impuso a sí mismo, y que luego venció.
Poseía poderes de fuego infernal similares a la versión de Zarathos / Blaze, pero también tenía la capacidad de destruir a los muertos vivientes y supuestamente era la encarnación del ángel de la muerte y el juicio, que detallaba los supuestos orígenes de la versión Noble Kale del Ghost Rider.
Además, Ketch y Noble Kale trabajaron juntos hasta cierto punto, a diferencia de Blaze y Zarathos, que lucharon por el dominio y el control sobre su cuerpo compartido. Kale tenía un lado compasivo y, aunque hubo momentos en que parecía tentado de simplemente asumir el control por completo, se negó a hacerlo, aunque se enojó al condenar a Daniel por solo poder vivir su vida la mitad del tiempo, mientras dominaba el otro medio. Kale y Ketch, como Blaze y Zarathos, a veces podían comunicarse a través de los sueños, y al menos en un tema comunicado a través de mensajes escritos en un espejo en lápiz labial.

## Otras versiones

### Ultimate Marvel
En la realidad de Ultimate Marvel, Danny Ketch, conocido como "El Fantasma", era un espía maestro y uno de los reclutas más nuevos de los Comandos Aulladores del General Nick Fury para luchar contra Reed Richards y sus Dark Ultimates, quienes violentamente comenzaron a remodelar el mundo su propia forma. Él es completamente normal en su apariencia, pero tiene la capacidad de respirar fuego. Durante los eventos de Cataclysm, se sacrificó para salvar a las personas infectadas por el virus Gah Lak Tus y destruir la Ciudad del Mañana. Aunque su cuerpo murió, su conciencia fue colocada en un cuerpo mecánico por S.H.I.E.L.D. para crear a Machine Man.

### Marvel Zombies
En el universo Marvel Zombies de dimensión alterna, la versión de Daniel Ketch de Ghost Rider se ve en su forma de vida en la precuela Dead Days of Marvel Zombies. Él es parte de la resistencia organizada por Nick Fury para derrotar a los Marvel Zombies, pero luego se lo ve abrumado en una batalla con los infectados. En la miniserie de Marvel Zombies, aparece una versión zombi de Ghost Rider como uno de los superhéroes infectados que intenta atacar y devorar a Silver Surfer y parte del ataque de superhéroe zombificado en la fortaleza del Dr. Doom. Se sugiere que no sobrevivió al ataque de Silver Surfer porque ya no aparece con los supervivientes a raíz de esto. Más tarde resurge en Marvel Zombies 3 como parte de la alianza de muertos vivientes de Kingpin e intenta atacar a Machine Man. Él es despachado rápidamente cuando Machine Man le corta la cabeza y le roba su motocicleta para evadir a los zombis.

### Marvels
Danny Ketch aparece en la última página de la serie Marvels, donde aparece como un joven repartidor de periódicos. El personaje principal de Marvels, Phil Sheldon, se refiere a él como "un chico agradable, normal y ordinario" y le han tomado una foto de él como símbolo de la humanidad ordinaria.

### Spider-Man/Antorcha Humana
Una versión más joven de Ketch se ve durante el tercer número de la miniserie Spider-Man / Antorcha Humana escrita por Dan Slott. Es entrevistado sobre Spider-Man y Antorcha Humana, y tiene aproximadamente la misma edad que su aparición en Marvels.

### Nuevos 4 Fantásticos
En una realidad donde los Cuatro Fantásticos fueron asesinados, Ketch se une a Spider-Man, Wolverine y Hulk en la formación de los nuevos 4 Fantásticos, el grupo derrotando -entre otros enemigos- un nuevos Cuatro Terribles compuesto por Venom, Hombre de Arena, Sabretooth y la Abominación que ha sido unida por el Doctor Doom y que Mephisto ha otorgado poderes mejorados. En la secuela de la historia, Ketch es uno de los muchos héroes asesinados por el uso del Guantelete del Infinito de Thanos, lo que resulta en que los otros tres miembros del equipo recluta a Iron Man como reemplazo temporal.

## En otros medios

### Película
- Danny Ketch aparece como un niño en la película de 2012 Ghost Rider: Espíritu de Venganza, secuela de la película de 2007 Ghost Rider. En la película, su única familia es su madre, Nadya Ketch, quien hizo un trato con el diablo para tener a su hijo a cambio de su vida. Johnny Blaze / Ghost Rider debe impedir que el Diablo use al niño, Danny, como una nave terrenal.[22]

### Televisión
- La versión de Daniel Ketch de Ghost Rider apareció brevemente como un recuerdo en la mente de Gambito durante la serie animada de Fox, X-Men de los 90. Él no habla en esa ocasión.
- La versión de Daniel Ketch de Ghost Rider apareció en el episodio de los Cuatro Fantásticos "Cuando Galactus llama", interpretado por Richard Grieco.[23] Él ayuda a los Cuatro Fantásticos y Thor lucha contra Galactus. Ghost Rider terminó sometiendo a Galactus con la Mirada de Penitencia.
- La versión de Daniel Ketch de Ghost Rider que apareció en el episodio de The Incredible Hulk "Sangre Inocente", otra vez interpretado por Richard Grieco.
- John Sempre, productor y editor de la serie animada de Spider-Man de 1994, dijo en una entrevista sin fecha que un capítulo del episodio involucraba a los antagonistas Mysterio y Dormammu, y que los productores "querían presentar a Ghost Rider, pero Fox temía que Marvel voy a utilizarlo en un espectáculo UPN y no quería darle la exposición. Así que eso fue cortado".[24]

### Videojuegos
- La versión de Danny Ketch de Ghost Rider también aparece como un personaje invitado en Venom / Spider-Man: Separation Anxiety, que ofrece asistencia al jugador cuando se le solicita.
- En Marvel: Ultimate Alliance, el disfraz de Danny Ketch es un disfraz alternativo para Johnny Blaze / Ghost Rider. En reconocimiento a su tiempo en el nuevo FF, el jugador recibe un bono de equipo de 'Nuevos 4 Fantásticos' cuando juega un juego con un equipo de Ghost Rider, Spider-Man, Wolverine, Hulk y / o Luke Cage (Hulk solo está disponible a través de la descarga).
- Se anunció un videojuego de Crystal Dynamics titulado Ghost Rider para un lanzamiento de 1997 en la PlayStation, y que presentaría al Danny Ketch / Ghost Rider como el personaje principal.[25] Fue cancelado más tarde.